# Ћовдин
Ћовдин је насеље у Србији у општини Петровац на Млави у Браничевском округу 14 km јужно од Петровца. Према попису из 2022. било је 740 становника.
Село је збијеног типа округластог облика. Надморска висина села је 260 m. Око села се налазе висови: Лисичји врх (682 m) на истоку, Велики врх (670 m) на југоистоку, Ковијарац (561 m) на југу, Равни грабар (500 m) на југу и Таванчић (408 m) на југу. Село се налази на контакту Хомољских планина и Горње Млаве. Источно од села протиче Ћовдински поток. Површина атара износи 2927 ha. У атару се налази, по предању, лековит „извор Студена вода“, а у самом селу више извора од којих су најпознатији: Водица, Кучпарски извор, Слана и Коточка.
На брду Крилаш, налази се Ћопина градина која представља утврђено насеље гвозденог доба. Трагови римског пута видљиви су у Турским орницама. Веома је занимљива пећина у селу у којој је светиња Свете Петке, где се данас изградила нова црква, као копија манастира Грачанице и освештана је 2006. године.
Овде се налази Собрашица у Ћовдину и Црква Света Три Јарарха
Сваке године, почев од 1993. одржава се регионални Фестивал дечјег народног стваралаштва „Крени коло да кренемо”, са око 2000 посетилаца. Од 1940. до 1960. радио је мањи рудник лигнита „Ћовдин“.

## Порекло становништва
Према пореклу ондашње становништво Ћовдина из 1903. године. Најстарији досељеници су из Старе Србије.

## Демографија
Према неким тврдњама, становништво је српско, досељено из старе Србије, околине Сјенице, Тимочке крајине, Бугарске, Јабланице, Хомоља и Црне реке.
У насељу Ћовдин живи 843 пунолетна становника, а просечна старост становништва износи 45,5 година (44,1 код мушкараца и 46,9 код жена). У насељу има 343 домаћинства, а просечан број чланова по домаћинству је 3,11.
Ово насеље је великим делом насељено Србима, а у последња три пописа, примећен је пад у броју становника.
|  |

| Демографија | Демографија | Демографија |
| Година      | Становника  | Становника  |
| ----------- | ----------- | ----------- |
| 1948.       | 1.867       |             |
| 1953.       | 1.948       |             |
| 1961.       | 1.977       |             |
| 1971.       | 1.893       |             |
| 1981.       | 1.789       |             |
| 1991.       | 1.688       | 1.297       |
| 2002.       | 1.066       | 1.633       |
| 2011.       | 1.074       |             |

| Етнички састав према попису из 2002.‍ | Етнички састав према попису из 2002.‍ | Етнички састав према попису из 2002.‍ | Етнички састав према попису из 2002.‍ | Етнички састав према попису из 2002.‍ |
| ------------------------------------ | ------------------------------------ | ------------------------------------ | ------------------------------------ | ------------------------------------ |
|                                      |                                      |                                      |                                      |                                      |
| Срби                                 | Срби                                 |                                      | 1.055                                | 98,96%                               |
| Румуни                               | Румуни                               |                                      | 7                                    | 0,65%                                |
| Југословени                          | Југословени                          |                                      | 2                                    | 0,18%                                |
| непознато                            | непознато                            |                                      | 1                                    | 0,09%                                |

| Година пописа     | 1948. | 1953. | 1961. | 1971. | 1981. | 1991. | 2002. |
| ----------------- | ----- | ----- | ----- | ----- | ----- | ----- | ----- |
| Број домаћинстава | 381   | 385   | 419   | 444   | 409   | 385   | 343   |

| Број чланова      | 1  | 2  | 3  | 4  | 5  | 6  | 7 | 8 | 9 | 10 и више | Просек |
| ----------------- | -- | -- | -- | -- | -- | -- | - | - | - | --------- | ------ |
| Број домаћинстава | 72 | 85 | 55 | 51 | 38 | 31 | 9 | 2 | 0 | 0         | 3,11   |

| Пол    | Укупно | Неожењен/Неудата | Ожењен/Удата | Удовац/Удовица | Разведен/Разведена | Непознато |
| ------ | ------ | ---------------- | ------------ | -------------- | ------------------ | --------- |
| Мушки  | 424    | 75               | 284          | 39             | 25                 | 1         |
| Женски | 460    | 48               | 292          | 103            | 14                 | 3         |
| УКУПНО | 884    | 123              | 576          | 142            | 39                 | 4         |

| Пол    | Укупно                    | Пољопривреда, лов и шумарство | Рибарство                            | Вађење руде и камена | Прерађивачка индустрија       |
| ------ | ------------------------- | ----------------------------- | ------------------------------------ | -------------------- | ----------------------------- |
| Мушки  | 373                       | 342                           | 0                                    | 0                    | 4                             |
| Женски | 420                       | 403                           | 0                                    | 0                    | 0                             |
| УКУПНО | 793                       | 745                           | 0                                    | 0                    | 4                             |
| Пол    | Производња и снабдевање   | Грађевинарство                | Трговина                             | Хотели и ресторани   | Саобраћај, складиштење и везе |
| Мушки  | 0                         | 5                             | 11                                   | 3                    | 0                             |
| Женски | 0                         | 1                             | 8                                    | 3                    | 0                             |
| УКУПНО | 0                         | 6                             | 19                                   | 6                    | 0                             |
| Пол    | Финансијско посредовање   | Некретнине                    | Државна управа и одбрана             | Образовање           | Здравствени и социјални рад   |
| Мушки  | 0                         | 1                             | 5                                    | 1                    | 1                             |
| Женски | 0                         | 1                             | 1                                    | 0                    | 2                             |
| УКУПНО | 0                         | 2                             | 6                                    | 1                    | 3                             |
| Пол    | Остале услужне активности | Приватна домаћинства          | Екстериторијалне организације и тела | Непознато            | Непознато                     |
| Мушки  | 0                         | 0                             | 0                                    | 0                    | 0                             |
| Женски | 0                         | 0                             | 0                                    | 1                    | 1                             |
| УКУПНО | 0                         | 0                             | 0                                    | 1                    | 1                             |